# Ria Van de Ven
Ria Van de Ven (Antwerpen, 1947) is een Vlaams schrijfster.
Het verhaal van Ellen De Ridder in Breekpunt werd vervolgd in Kwestie van Vertrouwen.  Tussendoor verscheen de vriendschapsroman Vrouwen van Gewicht. In Ontspoord beschrijft ze de depressie van een weduwe van middelbare leeftijd die in contact komt met een dakloze allochtoon.  Stemmen van de Overkant is een familiekroniek die een familie volgt over vijf generaties.
Ria Van de Ven is gehuwd en moeder van een zoon.